# Acritarcha
Acritarcha, akritarchy, akrytarchy – grupa bardzo drobnych (zwykle 0,01–0,5 mm), jednokomórkowych skamieniałości, o ścianach zbudowanych z substancji organicznej i nieustalonej przynależności systematycznej. R. Buick jako element definicji podaje, ze muszą mieć minimum 50 mikrometrów (0,05 mm), według M. Jachowicz akritarchy mają maksymalnie 5 mm.
Nazwa tej grupy skamieniałości wywodzi się od greckich wyrazów acritos – ‛niejasny’ oraz archae – ‛pochodzenie’. Nadana została w 1963 przez W.R. Evitta celem wyodrębnienia mikroskamieniałości o niejasnym stanowisku systematycznym. Acritarchy są zazwyczaj uważane za grupę sztuczną, zawierającą cysty glonów różnych grup. Większość taksonów akritarch wiąże się z glonami spokrewnionymi z bruzdnicami, niewielką część z prazynofitami, są też formy bardziej enigmatyczne oraz zaliczane do zarodników roślinnych. Formy archaiczne mogą reprezentować sinice lub jednokomórkowe eukarionty.
Akritarchy mają bardzo różne kształty (z reguły kuliste lub owalne) i rzeźbę powierzchni oraz liczbę i kształt wyrostków. Wraz z wielkością i formą otwarcia (szczeliny, przez którą wydostawał się z cysty organizm) są to cechy diagnostyczne (morfotypów) taksonów akritarch.

## Występowanie
Akritarchy znane są od archaiku, stwierdzono ich obecność w Afryce w osadach liczących przeszło 3 miliardy lat. W 2010 opisano okrągławe, duże mikroorganizmy (do 300 mikrometrów) o organicznych ścianach z liczących 3,2 miliarda lat osadów grupy Moodies w Południowej Afryce. Chociaż autorzy nie nazwali ich akritarchami, zostały tak określone przez Buicka. Liczne są dopiero w utworach ryfeju, zaś szczególnie liczne i zróżnicowane taksonomicznie stają się między kambrem a dewonem, wtedy też mają znaczenie w datowaniu skał osadowych. Na granicy dewonu i karbonu liczebność i zróżnicowanie akritarch raptownie się zmniejsza, a wraz z końcem paleozoiku stają się one bardzo rzadkie, choć występują aż do czwartorzędu. Znaleziono je m.in. w osadach holocenu na Grenlandii.
Zdecydowana większość akritarch należała do morskiego planktonu.

## Literatura
- S. Orłowski, M. Szulczewski, Geologia historyczna, Wydawnictwo Geologiczne, 1990.